# Напетвреби
Напетвреби (груз. ნაფეტვრები) — село в Грузии, на территории Мцхетского муниципалитета края (мхаре) Мцхета-Мтианети.

## География
Село находится в центральной части Грузии, на расстоянии приблизительно 12 километров (по прямой) к юго-юго-западу от города Мцхета, административного центра края и муниципалитета. Абсолютная высота — 898 метров над уровнем моря.

## Население
По результатам официальной переписи населения 2014 года в Напетвреби проживало 90 человек (46 мужчин и 44 женщины). В национальной структуре населения грузины составляли 90,7 %, азербайджанцы — 5,8 %, русские — 3,3 %.